# Iglesia Virgen del Carmen y Santa Teresita (Montevideo)
La iglesia de la Virgen del Carmen y Santa Teresita, es una iglesia católica uruguaya perteneciente a la Arquidiócesis de Montevideo, se encuentra ubicada en el Prado de Montevideo.

## Historia
La construcción de la Iglesia de la Virgen del Carmen y Santa Teresita, se remonta hacia 1910,  con la construcción de una pequeña comunidad para los Padres Carmelitas Descalzos en el Prado. 
Tiempo más tardé, los Padres Carmelitas Descalzos ordenarian la construcción, proyectada e ideada por el arquitecto Guillermo Armas O´Shanahan quien junto a su socio Alberico Isola (Ísola y Armas). llevaron a cabo Este nuevo templo, de estilo neogótico, estaría dedicado a Nuestra Señora de Monte Carmelo y Santa Teresita de Lisieux. Fue inaugurado en 1954 y el 8 de septiembre de 1962 fue establecido como parroquia
En una posterior etapa. Los arquitectos Román Berro y Américo Bonabala. Estuvieron a cargo del edificio aledaño a la parroquia. .